# Petersberg (berg)
De Petersberg, vroeger ook Stromberg genoemd, is een 335,9 m boven de zeespiegel hoge top van het Zevengebergte in het district Rijn-Sieg in de Duitse deelstaat Noordrijn-Westfalen. De heuvel rijst op ten oosten van de Rijn in Königswinter. Op de tegenoverliggende oever ligt Bad Godesberg, een stadsdeel van Bonn.

## Geschiedenis
De naam Petersberg gaat terug tot een – thans verdwenen – 12e-eeuwse kerk die door Cisterciënzers aan de heilige Petrus was gewijd. In de 18e eeuw werd de Sint-Pieterskapel gebouwd, lange tijd een bedevaartsoord. In de 19e eeuw werd – tot 1889 – in steengroeven aan de noord- oost en westzijde van de berg basalt gewonnen, die met een kabelbaan werd afgevoerd. In 1834 werd op de berg een zomerresidentie gebouwd, die na verschillende eigenaarswissels uiteindelijk in 1888 leidde tot de bouw van het hotel.

## Sint-Pieterskapel
Deze kapel bevindt zich op 334,3 m hoogte, iets boven en 25 m ten oosten van de imposante ingang van het Grand Hotel, aan de rand van een park beplant met sparren en beuken. 50 m naar het oosten, op het hoogste punt van de heuvel, bevinden zich de resten van een middeleeuwse kerk. Naar de kapel leidden een vijftal bedevaartspaden, waarvan een, de Petersberger Bittweg, is bewaard gebleven.

## Hotel Petersberg
De Petersberg is vooral bekend vanwege Grand Hotel Petersberg, het officiële gasthotel van de Bondsrepubliek Duitsland ("Bundesgästehaus", officieel Gästehaus der Verfassungsorgane der Bundesrepublik Deutschland). Het hotel, geopend in 1892, heeft een bewogen geschiedenis. Van 1949 tot 1952 zetelde hier de Geallieerde Hoge Commissie, die was samengesteld uit de hoogste vertegenwoordigers van de Geallieerden in Duitsland na de Tweede Wereldoorlog. In het hotel werd ook het Akkoord van Petersberg getekend, een blauwdruk voor de eerste fase van de buitenlandse betrekkingen van de jonge republiek. Van 1955 tot 1969 en, na een uitgebreide renovatie, opnieuw vanaf 1990 diende het Grandhotel op de Petersberg als gasthotel van de Bondsrepubliek Duitsland. Op 19 juni 1992 werden in het hotel de militair-humanitaire Petersbergtaken van de West-Europese Unie (WEU) vastgelegd. Na de verplaatsing van de regeringszetel naar Berlijn in 1999 bleef het in het bezit van de Bondsregering en werd het verder gebruikt als gastenverblijf voor speciale gelegenheden, en met tussenpozen ook als locatie voor nationale en internationale conferenties, zoals bijvoorbeeld de Klimaatdialoog van Petersberg. 

## Galerij

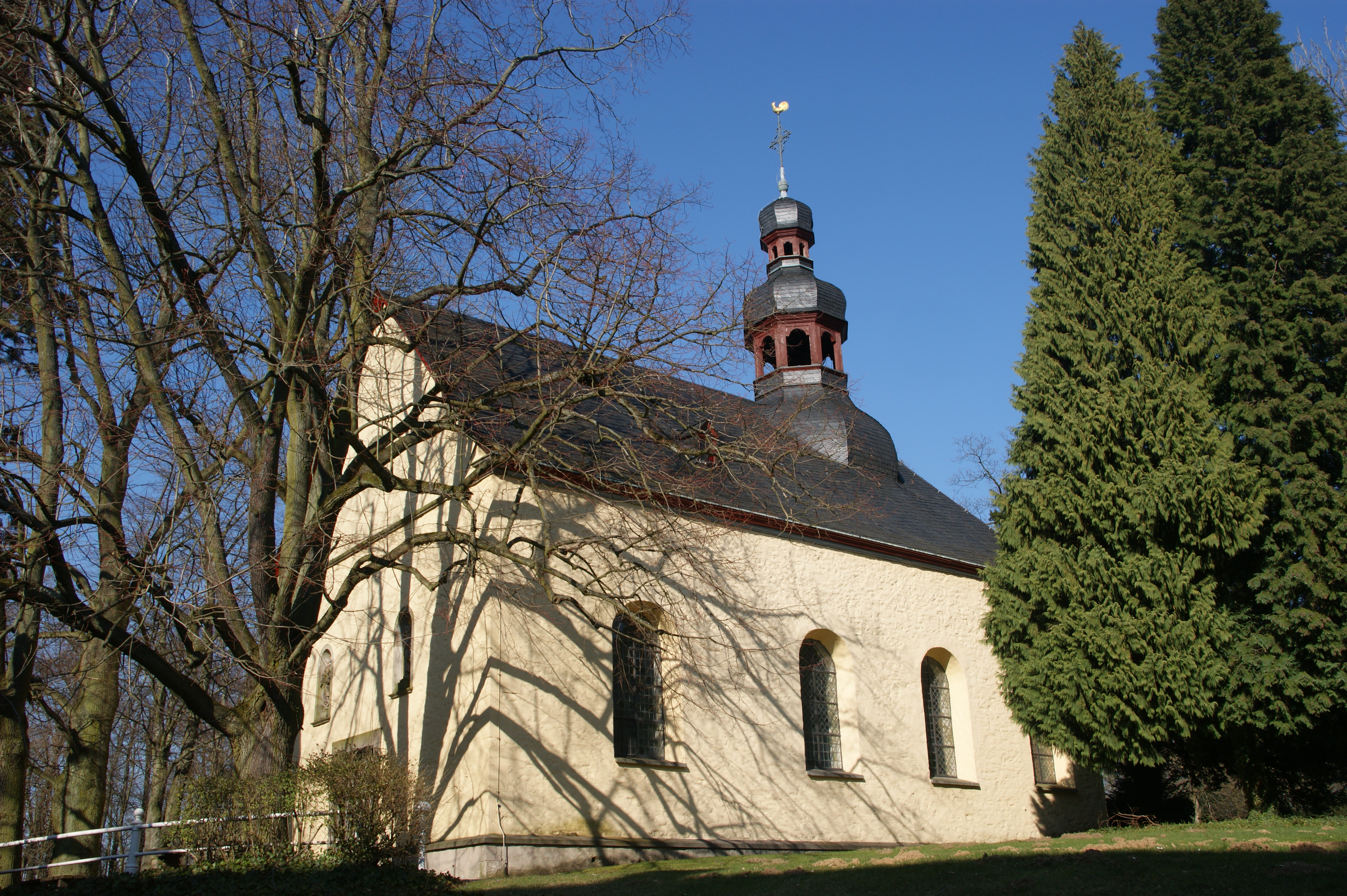
18e-eeuwse Sint-Pieterskapel
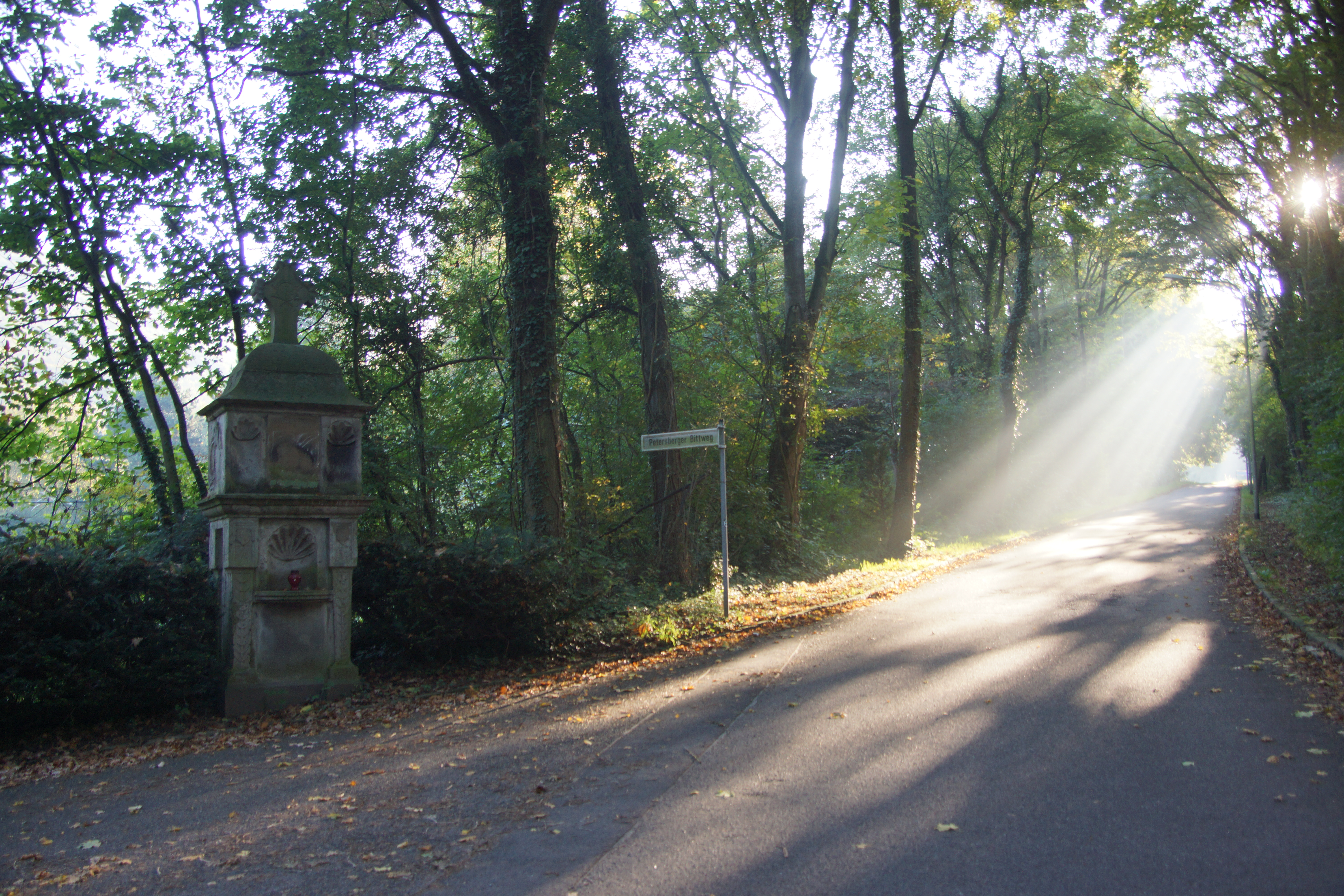
Bedevaartspad naar de Pieterskapel
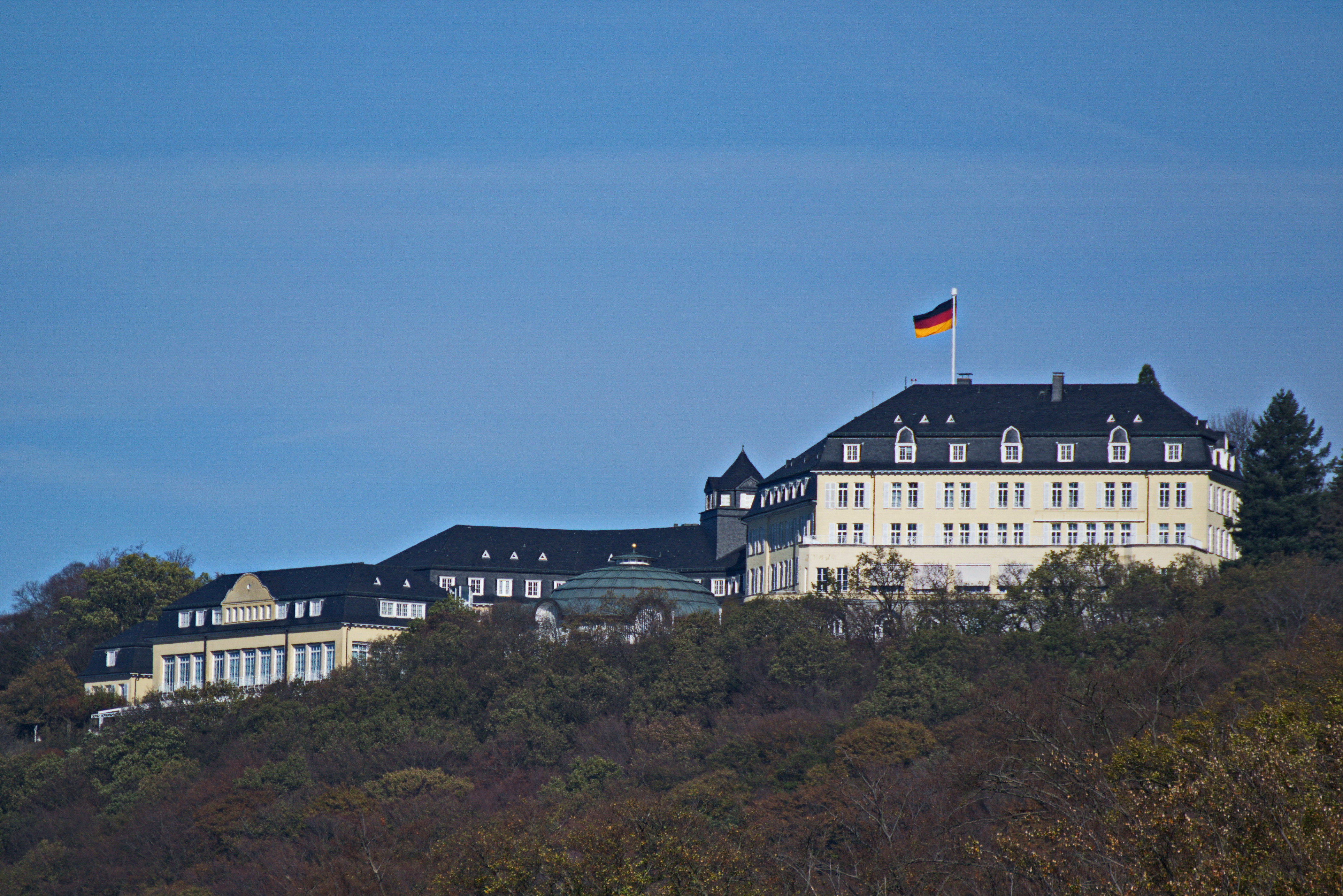
Grand Hotel Petersberg